# Лондон. Стисла біографія
«Лондон. Стисла біографія» — документальна книга Пітера Акройда, що вийшла 2000 року у видавництві Chatto & Windus.

## Зміст
Твір Акройда — це історія Лондона, що певною мірою є продовженням його попередньої праці про це місто. Книжка охоплює широкий відтинок часу, від пізнього юрського періоду до періоду друїдів, а далі до 21 століття.
Хоча книжка має широкий хронологічний аспект у своїй структурі, її організовано тематично. Зокрема в тих розділах, де йдеться про період від пізнього середньовіччя до кінця 19 століття, матеріал впорядковано не за хронологічним принципом, а за тематичним. Є розділи та відступи про найрізноманітніші речі: історію міської тиші, історію світла, дитинства, привидів, проституції, діалекту кокні, графіті, погоди, вбивств, самогубств, театрів і пияцтва.
Працю створено на основі даних та історій, зібраних із великої кількості первинних і вторинних джерел, зокрема літературних джерел, як-от щоденників чи газетних статей, а також карт, малюнків та дорожніх вказівників. Вона містить невеликі елементи особистого чи автобіографічного характеру, наприклад, опис того, як у дитинстві Акройд відкрив для себе Фонтанний двір у Темплі, але авторський тон переважно публічний, а не особистий.
Важливим аспектом тону та методології книжки є її схильність до антикварності, що посилюється захопленим ставленням Акройда до праці Джона Стоу, з тенденцією до зосередження на деталях і мікрокосмі, а не на великих проміжках історії.
В основі цієї праці лежать два особливі елементи: з одного боку це віра Акройда в те, що Лондон — унікальний мегаполіс, а з іншого — в те, що він довгий час не піддавався «плануванню». Як контрапункт і контраст він наводить приклад розвитку Парижа за часів барона Османа.

## Критичне сприйняття
Деякі коментатори зосереджуються на політичній перспективі Акройда та на тому, як це впливає на його аналіз. Наприклад, Єн Сінклер твердить, що його послання є принципово консервативним: «повстання через введення подушного податку та заворушення у Бродвотер Фарм-Естейт відбулися одночасно з підпалом Ньюґейтської в'язниці: це панорами в Лондонському музеї, створені з допомогою віртуальної реальності… Бунт може спалахнути на якусь мить, але його буде придушено».

## Український переклад
В українському перекладі книжка вийшла 2021 року у видавництві КМ-Букс. Перекладач — Володимир Горбатько.